# Martin Karplus
Martin Karplus, né le 15 mars 1930 à Vienne en Autriche et mort le 28 décembre 2024 à Cambridge dans le Massachusetts, est un chimiste théoricien austro-américain, corécipiendaire du prix Nobel de chimie en 2013.
Il est professeur à l’université Harvard depuis 1979 et directeur du Laboratoire de chimie biophysique, un laboratoire commun du CNRS et de l’université de Strasbourg.

## Biographie
La famille de Martin Karplus, juive, a pu émigrer aux États-Unis en octobre 1938.
Il obtient sa maitrise de l’université Harvard en 1950 et son doctorat du California Institute of Technology en 1953 dans le groupe de Linus Pauling. Il a effectué un post-doctorat à l’université d'Oxford de 1953 à 1955 dans le groupe de Charles Coulson. Son frère, Robert Karplus, est physicien à l'université de Californie à Berkeley.
Martin Karplus meurt à Cambridge au Massachusetts le 28 décembre 2024, à 94 ans.

## Contribution scientifique
Martin Karplus contribue de manière significative dans de nombreux domaines de la chimie physique : en résonance magnétique nucléaire, en dynamique chimique, en chimie quantique et plus particulièrement en dynamique moléculaire avec des simulations de macromolécules biologiques.
En résonance magnétique nucléaire, il effectue des contributions variées, en particulier dans la compréhension des couplages nucléaires spin-spin et de la résonance paramagnétique électronique. Il publie une équation, qui a été connue ensuite comme l’équation de Karplus, qui décrit la relation entre les constantes de couplage proton-proton à 3 liaisons et les angles diédraux en résonance magnétique nucléaire. Cette équation permet de corréler les observations de cette spectroscopie avec la structure moléculaire.
Avec Andrew McCammon et Bruce Gelin, il publie la première simulation en dynamique moléculaire d'une protéine.
Entre 1992 et 1995, Martin Karplus passe plusieurs mois dans le laboratoire de résonance magnétique nucléaire de Jean-François Lefèvre à l’Université de Strasbourg. Depuis 1995, il tient une chaire à l’Université de Strasbourg à l’initiative du prix Nobel de chimie strasbourgeois Jean-Marie Lehn.
Martin Karplus reçoit le prix Nobel de chimie en 2013, conjointement avec Michael Levitt et Arieh Warshel.

## Distinctions
- 2014 :  Commandeur de la Légion d'honneur[5].

## Sources
- (en) Cet article est partiellement ou en totalité issu de l’article de Wikipédia en anglais intitulé « Martin Karplus » (voir la liste des auteurs).